# 상경지례
상경지례(上敬之禮, 라틴어: Hyperdūlīa)는 기독교, 특히 로마 가톨릭교회 등에서 모든 성인 가운데 성모 마리아에 대한 각별한 공경의 예(禮)를 일컫는 말이다. 지례(之禮)라는 말은 ‘예절’이란 말로서 지켜야 할 예절을 의미한다. 성모 마리아에게 바치는 상경지례는 하느님에게 바치는 흠숭지례(Cultus Latria, 숭배)에는 미치지 못하지만, 천사들이나 다른 성인들에게 바치는 공경지례(Cultus Dulia)보다는 격이 더 높은 것이다.
하느님의 은총을 통하여 성자 다음으로 모든 천사와 사람 위에 들어 높임을 받으신 마리아께서는 그리스도의 신비에 참여하신 지극히 거룩한 천주의 성모로서 교회에서 특별한 공경으로 당연히 존경을 받으신다. 사실 오랜 옛적부터 복되신 동정녀께서는 천주의 성모라는 칭호로 공경을 받으시고, 신자들은 온갖 위험과 곤경 속에서 그분의 보호 아래로 달려 들어가 도움을 간청한다. 그리하여 “이제부터 과연 모든 세대가 나를 행복하다 하리니, 전능하신 분께서 나에게 큰일을 하셨기 때문입니다.”(루카 1,48-49 참조) 하신 마리아의 예언 같은 말씀대로, 특히 에페소 공의회에서부터 하느님 백성의 마리아 공경은 존경과 사랑과 기도와 모방에서 놀랍게 발전하였다. 그 공경은 교회 안에 언제나 있었던 그대로 온전히 독특한 것이지만, 강생하신 말씀과 똑같이 성부와 성령께 보여 드리는 흠숭의 공경과는 본질적으로 다른 것이며, 또한 그 흠숭을 최대한 도와 준다. 천주의 성모님께 대한 다양한 형태의 신심을 교회는 건전한 정통 교리의 테두리 안에서 시대와 장소의 상황에 따라 또 신자들의 품성과 기질에 따라 승인하였으며, 그 신심은 어머니께서 존경을 받으실 때에 그 아드님 곧 만물이 그분을 위하여 있고(콜로 1,15-16 참조) 영원하신 아버지께서 ‘당신의 완전한 본질을 기꺼이 주신’(콜로 1,19) 성자께서 바르게 이해되시고 사랑과 영광을 받으시게 하며 그분의 계명이 준수되게 한다. ― 제2차 바티칸 공의회 교의헌장 《인류의 빛》(Lumen Gentium) 15장 66항

## 같이 보기
- 흠숭지례
- 공경지례